# Mansfield (Louisiana)
Mansfield és una població dels Estats Units a l'estat de Louisiana. Segons el cens del 2000 tenia 5.582 habitants.

## Demografia
Segons el cens del 2000, Mansfield tenia 5.582 habitants. La densitat de població era de 585,7 habitants/km².
Per edats la població es repartia de la següent manera: un 29,6% tenia menys de 18 anys, un 8,7% entre 18 i 24, un 25,2% entre 25 i 44, un 19,6% de 45 a 60 i un 16,9% 65 anys o més.
L'edat mediana era de 35 anys. Per cada 100 dones de 18 o més anys hi havia 77,2 homes.
La renda mediana per habitatge era de 21.981 $ i la renda mediana per família de 26.683 $. Els homes tenien una renda mediana de 30.239 $ mentre que les dones 19.854 $. La renda per capita de la població era d'11.850 $. Entorn del 27,2% de les famílies i el 33,7% de la població estaven per davall del llindar de pobresa.

## Poblacions més properes
El següent diagrama mostra les poblacions més properes.